# Audi Q5 Sportback
Der Audi Q5 Sportback ist ein SUV mit flach auslaufendem Dachverlauf des Fahrzeugherstellers Audi.
Die erste Generation Q5 FY Sportback wurde im September 2020 vorgestellt und kam im ersten Halbjahr 2021 auf den Markt. Die zweite Generation Q5 GU Sportback wurde im November 2024 präsentiert. Beide Generationen gibt es auch in einer SQ5-Variante.

## Baureihen im Überblick

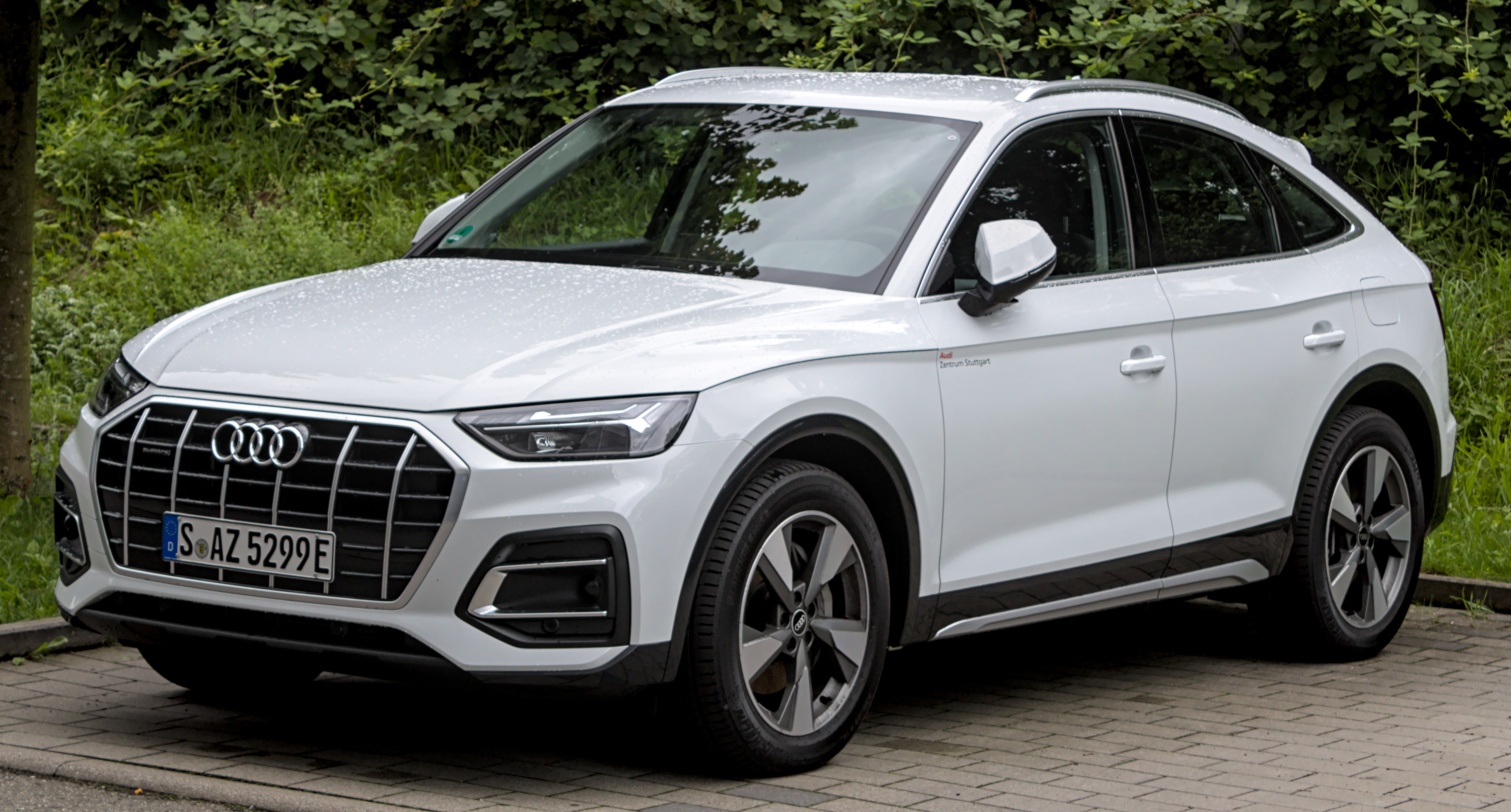
Audi Q5 FY Sportback (2021–2024)
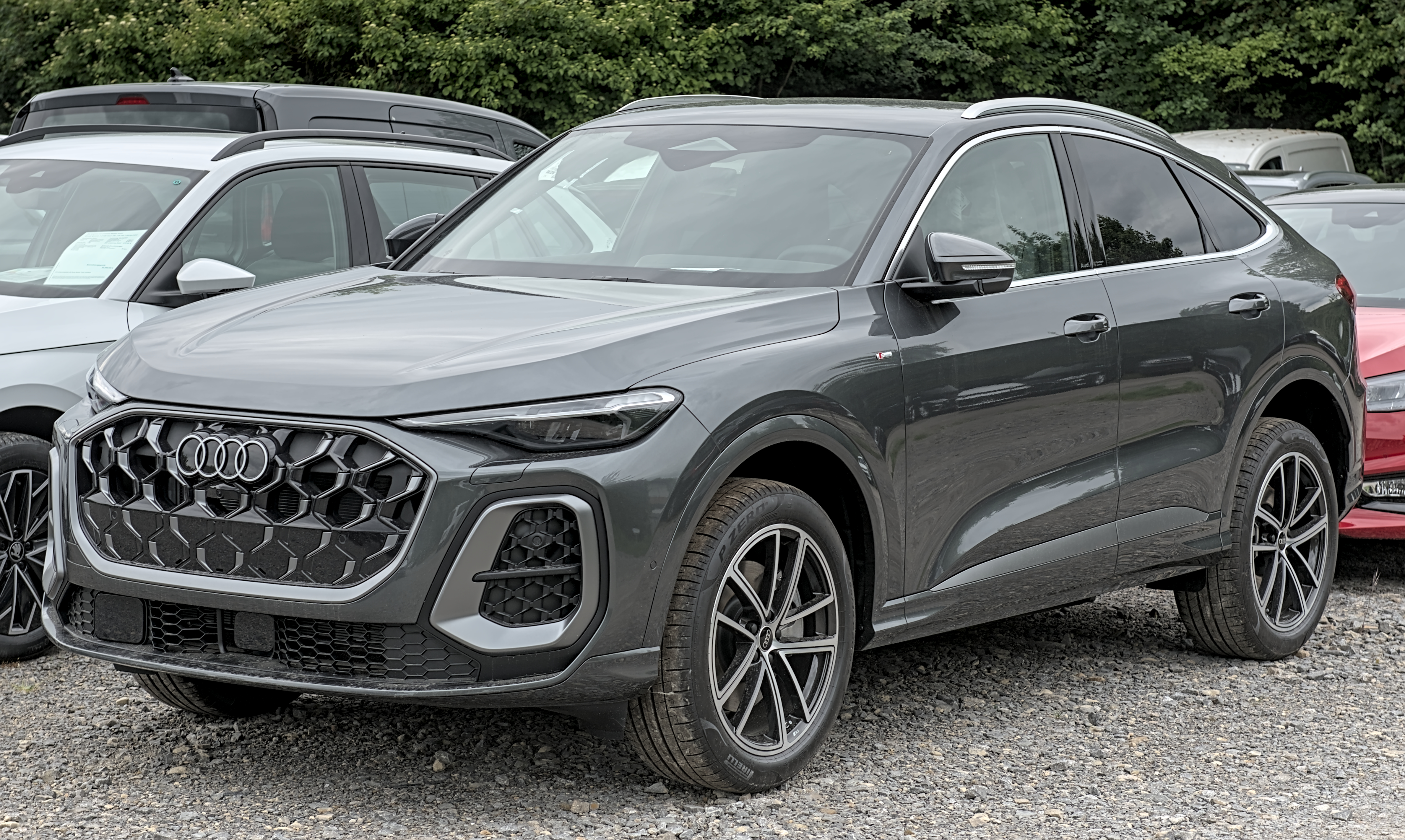
Audi Q5 GU Sportback (seit 2024)